# Río Tigre (Chubut)
El Tigre es un río que se encuentra en la provincia del Chubut en la Patagonia, República Argentina. Pertenece a la cuenca del río Futaleufú, que a través del río Yelcho, desagua a través del territorio chileno en el océano Pacífico. El río es usado para acceder al Cerro Dos Picos, que con 2515 m s. n. m. es la mayor elevación de la provincia.

## Recorrido
El río nace al oeste del Glaciar Planchón Nevado (a unos 2000 m s. n. m.) y recorre unos 30 km, bordeando a cerros como el Dos Picos y el Bellaco, hasta desembocar en el lago Cholila. Recibe el aporte de varios arroyos, originados por deshielos (entre ellos el Alerce, Blanco, Villegas y Percey - este último nace en el cerro Tres Picos -).